# 囲碁
囲碁（）とは、交互に盤上に石を置いて行き自分の石で囲んだ領域の広さを競う、2人で行うボードゲームの一種。
単に碁（）とも呼ばれる。

## 概要
2人のプレイヤーが、碁石と呼ばれる白黒の石を、通常19×19の格子が描かれた碁盤と呼ばれる板へ交互に配置する。一度置かれた石は、相手の石に全周を取り囲まれない限り、取り除いたり移動させたりすることはできない(対角線上に囲っても取り除けない)。ゲームの目的は、自分の色の石によって盤面のより広い領域（地）を確保する（囲う）ことである。
アブストラクトゲーム、ボードゲームの一種で、ゲーム理論の言葉で言えば二人零和有限確定完全情報ゲームである。勝敗は、より大きな地を確保することで決定される（#勝敗に関するルール）。ゲームの終了は、将棋やチェスと同じように、一方が負けを認めること（投了という）もしくは双方の「もう打つべきところがない」という合意によって行われる。ほかのボードゲームと比較した場合の特異な特徴は、ルール上の制約がきわめて少ないこと、パスが認められていることが挙げられる。対局結果は「片方の勝利」「引き分け（持碁）」「無勝負」「両負け」の4種類が規定されている。
発祥は中国と考えられており、2000年以上前から東アジアを中心に親しまれてきた。そうした文化・歴史の中で爛柯（らんか）等さまざまな別称を持つ（#囲碁の別称とその意味）。日本でも平安時代から広く親しまれ、枕草子や源氏物語といった古典作品にも数多く登場する。戦国期には武将のたしなみでもあり、庶民にも広く普及した。江戸時代には家元四家を中心としたプロ組織もでき、興隆の時期を迎えた。明治以降も引き続き広く親しまれ、近年ではインターネットを経由して対戦するネット碁も盛んである。日本ではダメ、布石、捨て石、定石など、数多くの囲碁用語は日本語の慣用句としても定着している（#囲碁に由来する慣用表現）。
西洋的な価値観からはチェスなどと同様マインドスポーツ（競技）でもあり、国際囲碁連盟は国際オリンピック委員会が承認する国際スポーツ団体総連合に加盟し、五輪競技としての採用を目指している。中国・広州で開催される2010年アジア競技大会では競技種目として採用された。
日本語では「囲碁を打つ」と表現するが、なぜこの表現が使われるのかは分かっていない。

## 歴史
「碁」という字は、本来は「棋・棊」の異体字で意味も発音も同じだった。中国では「囲棋」（新字体による代用表記。繁：圍棋 / 簡：围棋）と書く。日本漢字音での「ゴ」と「キ」の音の違いは呉音と漢音の違いに由来する。
少なくとも春秋時代には成立していたようで、『論語』や『孟子』の中には碁の話題が出てくる。中国碁は前漢時代には17路盤が使われていたと考えられている。伝統的な中国碁は、盤上に多くの石を載せたほうが勝ちというルールであった。

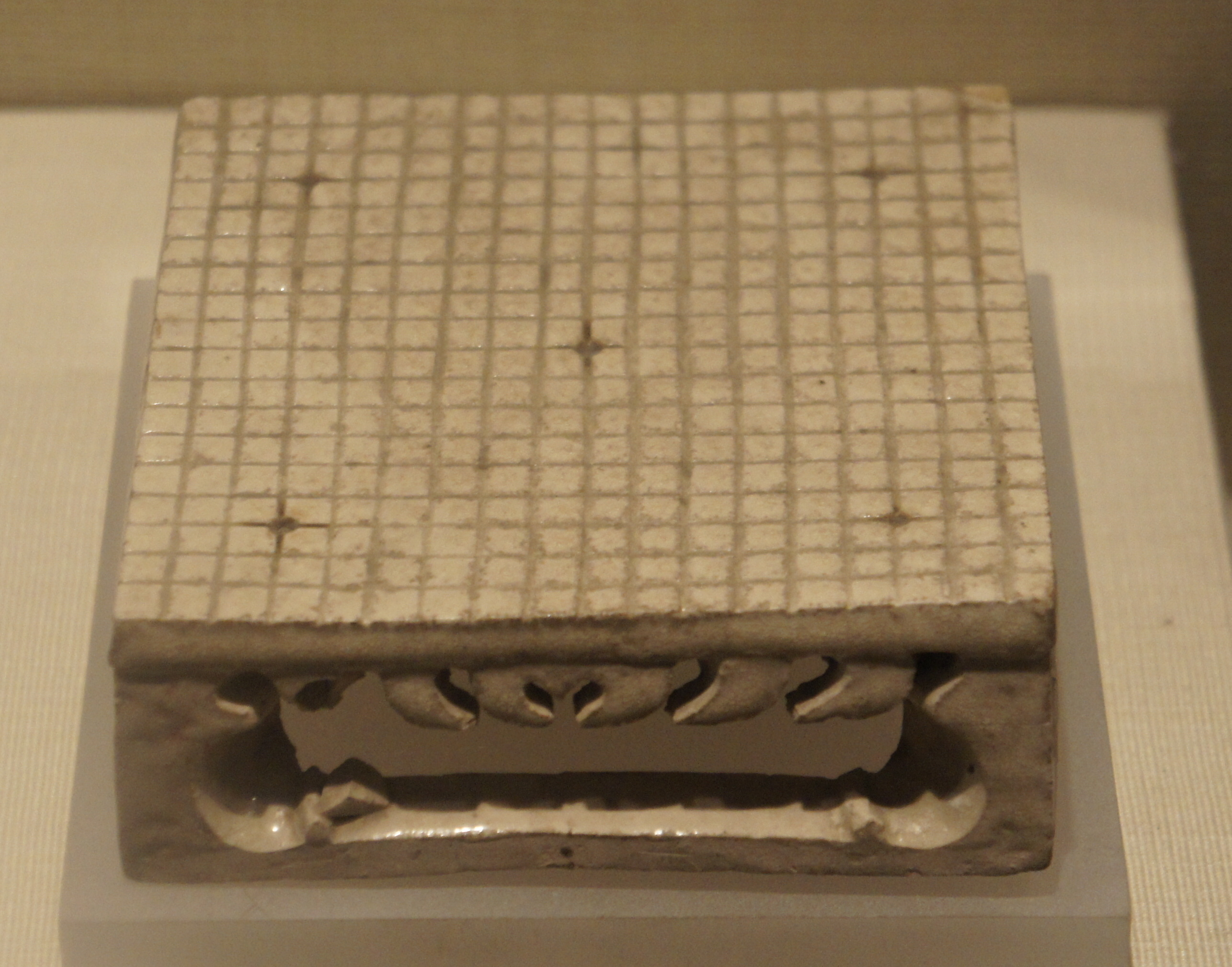
隋の碁盤

初期の碁石は、唐宋期のものが残っている。その後、5世紀には朝鮮へ、7世紀頃に日本に伝わったとされる。その時代から日本の貴族を中心に広く遊ばれ、正倉院には碁盤と碁石が収められている。清少納言や紫式部も碁をよく打ったとされ、枕草子や源氏物語中にも囲碁と思われるものが登場する。現在確認されている「囲碁を打つ」という表現の最も古い例は、古今和歌集に収録された紀友則の詞書である。
室町時代末期からは碁打ちが公家や武将に招かれるなどの専業化も進むとともに、それまでの事前置石制から自由布石への移行も起こった。戦国時代には戦国武将たちに好まれ、織田信長に日海（本因坊算砂）が名人の称号を許されたと言われる。江戸時代には幕府から家禄を受ける家元制度が成立し、囲碁の技術が飛躍的に向上するとともに、将軍御目見えによる御城碁が行われたり、碁会所が生まれるなど庶民の娯楽としても定着した。
東アジア以外にも北アメリカ・南アメリカ、ヨーロッパなどでも行われている。今日、囲碁は世界80か国以上で打たれており、世界選手権も行われている。

## 用具・囲碁用語

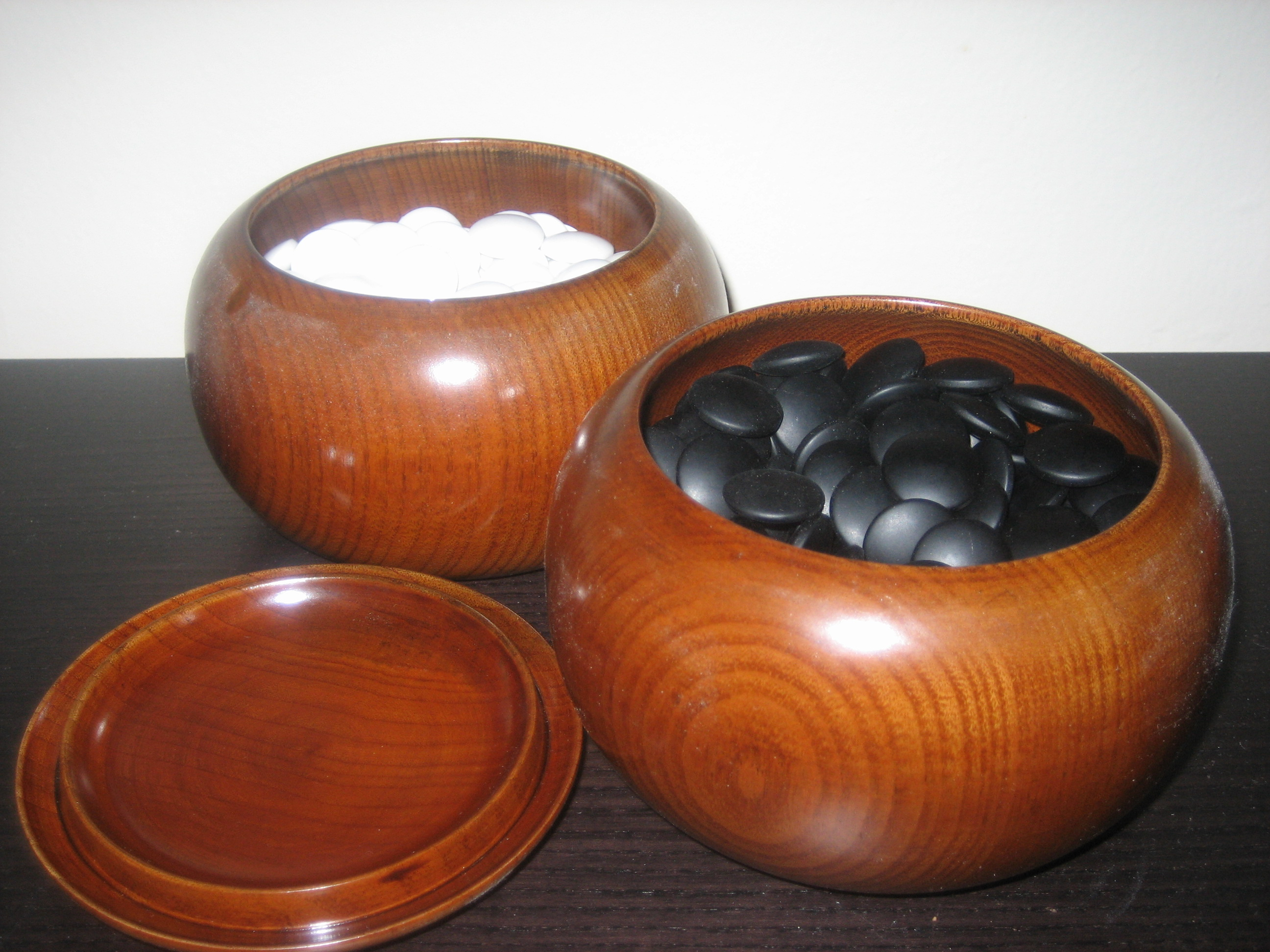
碁笥に入った碁石

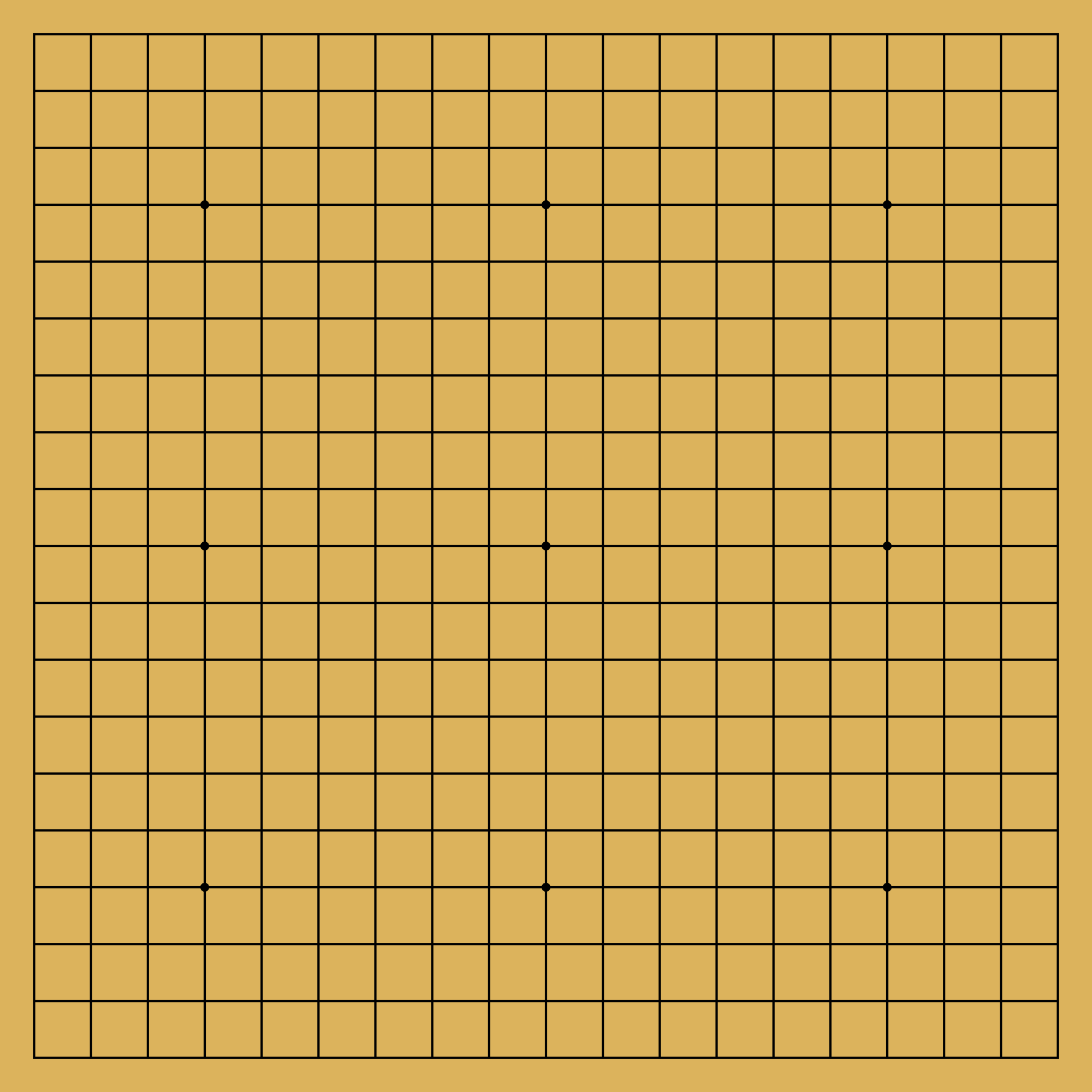
碁盤
板の上に、直交する縦横それぞれ同じ本数の線分を引いたもの。碁石を置くのは縦線と横線の交点である。一般に、縦横19本ずつの19路盤が使われる。初心者向け、お好み対局向けに13路盤や9路盤、7路盤や6路盤もある。古来使用されたものには17路盤も存在した。
線は、もっとも外側にあるものから順に第1線、第2線、第3線……のように呼ぶ。また第4線の交点や辺の中間、碁盤の中心にある黒点を星と呼び、19路盤の場合、9つある（右図参照）。碁盤の中央にある星を特に天元という。
碁盤の交点座標は、先手の黒から見て、横の座標を左から右に1から19の算用数字で、縦の座標を上から下に一から十九の漢数字で表すことが多く、これは数学の直交座標系における第四象限に類似する。この場合、右上隅の星は「16の四」、天元は「10の十」と表現する。
座標については、上述の表記がもっとも伝統的なものであり新聞や雑誌でももっぱらこの表記法が用いられるが、日本国外での囲碁ファンの増加などもあり、現地では算用数字とアルファベットで座標を表現することもある。ただし、その表現方法は統一されていない。横の座標はアルファベット、縦の座標は算用数字を用いるが、「数字の1とアルファベットのIの混合を避けるために、Iを用いないかどうか」、「数字の0とアルファベットのOの混合も避けるために、Oも用いないかどうか」、「縦の座標を上から下にとる（直交座標系における第四象限）か、下から上にとるか（同じく第一象限）」は場合によってまちまちである。
碁石
単に石ともいう。黒・白の2色あり、合わせて碁盤を埋め尽くせる数（黒181、白180）だけ用意される（グリーン碁石と呼ばれる、濃い緑と薄い緑の2色のものもある）。碁石を入れる器を碁笥（ごけ）と言う。盤上の碁石を数えるときの単位は「子（もく）」であり、一つを一子（いちもく）、二つを二子（にもく）などと表す。しかしながら、囲碁特有の読み方であるため、「子」が「し」と読まれることもある。「子（もく）」ではなく「目（もく）」の字を当てることもある。

## ルール
囲碁のルールには、いわゆる日本ルールと中国ルール、中国ルールを元に台湾で考案された計点制ルールなどがある。
いずれもゲームの進め方や勝敗の判定に大きな違いはないが、細かい違いはある。
以下は日本ルール（日本棋院と関西棋院による日本囲碁規約）を元に説明する。
主なルールは5つ。
1. 碁盤の線の交差部分に黒と白が交互に打つ。
2. 地（自分の領域）の多いほうが勝利。
3. 相手の石は上下左右を囲うと取れる。
4. 着手禁止点（自殺手）
5. コウ

### 着手に関するルール
- 黒、白の対局者が交互に自分の石を盤上の交互に着手する権利を持つ[7][注 3]。着手した石は、取られない限りそこから動かせず、盤上の石が何らかの事情で動いた場合は元の位置に戻して対局を続行する[8]。
- 相手の石に縦横に隙間なく取り囲まれると、その石は盤上に存在できなくなる[9]。一方の着手により他方の石が盤上に存在できなくなった場合、それらの石はハマとして取りあげる[10]。盤面から取り除いた時点で着手の完了とする[10]。下図の場合、黒がそれぞれ1と打った場合、△の白が取り上げられる。取られる1手前の状態を「アタリ」と言い、下図の白石はそれぞれアタリの状態である[11]。

|  |  |  |  |  |  |  |  |  |
|  |  |  |  |  |  |  |  |  |
|  |  |  |  |  |  |  |  |  |
|  |  |  |  |  |  |  |  |  |
|  |  |  |  |  |  |  |  |  |
|  |  |  |  |  |  |  |  |  |
|  |  |  |  |  |  |  |  |  |
|  |  |  |  |  |  |  |  |  |
|  |  |  |  |  |  |  |  |  |

- 自殺手は禁止（自ら取り囲まれた状態にする手の禁止）。たとえば下図で白が左上aや右上bに打つのは反則となる（黒からは打ってよい[12]）。このときのaやbの地点を、白からみて着手禁止点と呼ぶ。ただし、その石を打った時点で相手の石を取ることができる場合は例外である。左下cや右下dに打てば▲の黒が取れるため、ここに白が打つのは反則にならない。[13]

|  |  |  |  |  |  |  |  |  |
|  |  |  |  |  |  |  |  |  |
|  |  |  |  |  |  |  |  |  |
|  |  |  |  |  |  |  |  |  |
|  |  |  |  |  |  |  |  |  |
|  |  |  |  |  |  |  |  |  |
|  |  |  |  |  |  |  |  |  |
|  |  |  |  |  |  |  |  |  |
|  |  |  |  |  |  |  |  |  |

石を取るルールと自殺手の禁止のルールによって、囲碁では下図のような石の配置には決してなり得ない。
|  |  |  |  |  |  |  |  |  |
|  |  |  |  |  |  |  |  |  |
|  |  |  |  |  |  |  |  |  |
|  |  |  |  |  |  |  |  |  |
|  |  |  |  |  |  |  |  |  |
|  |  |  |  |  |  |  |  |  |
|  |  |  |  |  |  |  |  |  |
|  |  |  |  |  |  |  |  |  |
|  |  |  |  |  |  |  |  |  |

- 自分が打つことによって、相手が打った直前の局面に戻してはならない。下図の形で、黒がaに打てば△の白石を取り上げることができる。

|  |  |  |  |  |  |  |  |  |
|  |  |  |  |  |  |  |  |  |
|  |  |  |  |  |  |  |  |  |
|  |  |  |  |  |  |  |  |  |
|  |  |  |  |  |  |  |  |  |
|  |  |  |  |  |  |  |  |  |
|  |  |  |  |  |  |  |  |  |
|  |  |  |  |  |  |  |  |  |
|  |  |  |  |  |  |  |  |  |

しかしその直後、今度は下図のように▲の黒1子がアタリとなっている。白がbに打って黒石を取り返すと、上図の形に戻ってしまう。この形をコウ（劫）と呼ぶ。これを繰り返すと永遠に対局が終わらないため、同一局面の反復は禁止とされている。上図で黒がaと取った直後に、白がbと取り返すのは反則となる。詳しくはコウの項目を参照。
|  |  |  |  |  |  |  |  |  |
|  |  |  |  |  |  |  |  |  |
|  |  |  |  |  |  |  |  |  |
|  |  |  |  |  |  |  |  |  |
|  |  |  |  |  |  |  |  |  |
|  |  |  |  |  |  |  |  |  |
|  |  |  |  |  |  |  |  |  |
|  |  |  |  |  |  |  |  |  |
|  |  |  |  |  |  |  |  |  |

### ハンディキャップ（コミ、置石）
囲碁は、先手の黒が有利な競技である。そのため、対等な条件にするために、「コミ」というルールがある。
ランダム（ニギリやジャンケンなど）によって手番が決められた場合に設定される。現在の日本ルールでは、6目半を先手の黒が負担しなければならない。後手の白の獲得した地よりも、7目以上多く獲得しないと、勝ちと認められない。0目から6目多く白より獲得しても、その場合は、後手の白の勝ちとなるため、引き分けも起こらない。
このような設定の対局を、交替で先番が打てることから、「互先（たがいせん）」という。
また、ハンディキャップ戦として置碁がある。指導目的の碁にも用いられる。
下手（したて）が黒を持ち、上手（うわて）が白を持ち、あらかじめ盤上に黒石を置いた状態でスタートするものである。
あらかじめ置かれた石を「置石」という。実力差によって、置石は一般的に2子（もく／し）から9子の範囲で調節される。棋力の差が大きければ、その分、置き石も多くなる。置石の場合、上手（うわて）の白から打ち始める。
下手（したて）が、置き石なしの状態で先に打つ場合は、「定先（じょうせん）」という。
コミのルールがつかないため、陣地の目数が同じ場合は、持碁（ジゴ）と呼ばれ、引き分けとなる（ルールによっては、勝敗を設定することもある）。

### 石の死活
先に述べた着手禁止点のルールから、2か所の離れた空間（眼と称する）を持った石は、決して取り上げることができないことになる。たとえば下図左上の黒は周辺をびっしりと白に囲まれているが、白からはaにもbにも打てないのでこの黒の一団を取り上げることができない。この場合、「黒は生きている」と言う。すなわち、眼を2つ（二眼）作ることができればその石は生きになる。
下図右下の黒は独立した2か所の眼を持っているわけではないため、白からcとdに打って取ることができる。これは二眼ではなく、黒は「死に」ということになる。
|  |  |  |  |  |  |  |  |  |
|  |  |  |  |  |  |  |  |  |
|  |  |  |  |  |  |  |  |  |
|  |  |  |  |  |  |  |  |  |
|  |  |  |  |  |  |  |  |  |
|  |  |  |  |  |  |  |  |  |
|  |  |  |  |  |  |  |  |  |
|  |  |  |  |  |  |  |  |  |
|  |  |  |  |  |  |  |  |  |

- 自分がどう打っても相手が正しく対応すれば二眼を作ることができない石の一団は「死に」である。終局後に、死んでいる石はハマに加えられる。
- 特殊なケースとして、両方ともに二眼がないが、互いに手出しできない形がある。これは「セキ」と呼ばれ、双方とも生きとして扱われる。詳細はセキの項目を参照。

### 勝敗に関するルール
- 一方の活き石のみの一団に囲まれた空点[注 5]のことを地と呼ぶ（日本ルールでは石の数は勝敗に関係ない）[16]。
- 地の面積とハマの数の和の大小によって勝敗を争う。形勢判断などでは、この和の数値のことを地というため、たとえば、黒地○○目、白地○○目などというときは、この和のことを言う。下図は9路盤での終局図の一例。▲の黒石は生きられないため、「ハマ」として取り上げられ、黒地に埋められる。左上から左下に広がった黒地はこれを埋めて29目、右上から右下を占拠した白地は23目で、この場合「黒の盤面6目勝ち」となる。

|  |  |  |  |  |  |  |  |  |
|  |  |  |  |  |  |  |  |  |
|  |  |  |  |  |  |  |  |  |
|  |  |  |  |  |  |  |  |  |
|  |  |  |  |  |  |  |  |  |
|  |  |  |  |  |  |  |  |  |
|  |  |  |  |  |  |  |  |  |
|  |  |  |  |  |  |  |  |  |
|  |  |  |  |  |  |  |  |  |

- ただし囲碁の互先では、先番の黒が有利であり、その分のハンディとして「コミ」が設定されている。現在、通常コミは6目半とされており、この分を白地に足して計算する[15]。つまり上図では白が29目半になるため、コミを入れて計算した場合「白の半目勝ち」ということになる。半目とは、0.5目と同じ意味である。
- 以前のルールでは、これ以上は打っても得をする場所がないと双方が認めて合意すると「終局」となり、その後でダメ（打っても得をしない箇所）を埋めて互いの地を数えることとされていた[17]。しかし、ルールが改変され[17]、ダメしか残っていなくても、すべてダメを埋めてからでないと終局することができないとされた[18]（インターネット対局では、双方がパスをすることによって終局とするケースが多い）。
- 対局中に三コウ以上の多元コウ、長生、循環コウが発生し、双方譲らず同型反復となった場合、対局は無勝負扱いとなる[19]。詳しくは「コウ」の項目を参照。
- 対局停止後に対局者が発見した有効な着手が勝敗に影響するため終局に合意できない、対局中に盤上の石が移動したまま対局が進行した際に石を元に戻して続行することに対局者が合意できない場合、の2例において「両負け」としている[20]。

## 対局の進行

### 序盤
通常、対局が始まるとしばらくは布石が行われる。大体の場合は碁盤の四隅に打つことから始まる。なお、初手を四隅に打つ場合は、白番（上手）が右手で打ちやすい隅を残すため、慣例的に右上隅に打つ。
隅の着点は小目と星、三々がほとんどで、高目や目外しなどの位の高い着点はやや特殊な打ち方とされる。江戸時代には小目以外の着点はほとんど打たれていなかったが、20世紀に入って星、さらに近年の人工知能の発達によって三々の打ち方が増えてきている。これはその他の隅の占め方（打ち方）が、地に甘いとされているからである。
三々（さんさん）
碁盤の隅から3・3の位置のこと。地に対してもっとも堅い手であるが、中央への働きが弱い。
|  |  |  |  |  |
|  |  |  |  |  |
|  |  |  |  |  |
|  |  |  |  |  |
|  |  |  |  |  |

小目（こもく）
碁盤の隅から3・4あるいは4・3の位置のこと。古来から布石の基本とされる。
|  |  |  |  |  |
|  |  |  |  |  |
|  |  |  |  |  |
|  |  |  |  |  |
|  |  |  |  |  |

星（ほし）
碁盤の隅から4・4の位置のこと。現在の布石の花形。また置碁ではこの位置に石を置いて打ち始める。
|  |  |  |  |  |
|  |  |  |  |  |
|  |  |  |  |  |
|  |  |  |  |  |
|  |  |  |  |  |

目外し（もくはずし）
碁盤の隅から3・5あるいは5・3の位置のこと。相手の作戦をくじくための物として打たれることが多い。
|  |  |  |  |  |
|  |  |  |  |  |
|  |  |  |  |  |
|  |  |  |  |  |
|  |  |  |  |  |

高目（たかもく）
碁盤の隅から4・5あるいは5・4の位置のこと。目外しと同じように使われるが、目外しより多少地に甘く（意識が低い）、中央重視の場合に打たれる。
|  |  |  |  |  |
|  |  |  |  |  |
|  |  |  |  |  |
|  |  |  |  |  |
|  |  |  |  |  |

五ノ五（ごのご）
碁盤の隅から5・5のこと。打たれる頻度はかなり低い。
|  |  |  |  |  |
|  |  |  |  |  |
|  |  |  |  |  |
|  |  |  |  |  |
|  |  |  |  |  |

大高目（おおたかもく）
碁盤の隅から4・6、あるいは6・4、あるいは6・6、あるいは15・15の位置のこと。
天元（てんげん）
碁盤の中心。中心に打つため四方すべての向きからのシチョウに有利であるが、五の五・大高目とともにいまだあまり研究がなされていない。五の五同様、打たれる頻度はかなり低い。
|  |  |  |  |  |  |  |  |  |
|  |  |  |  |  |  |  |  |  |
|  |  |  |  |  |  |  |  |  |
|  |  |  |  |  |  |  |  |  |
|  |  |  |  |  |  |  |  |  |
|  |  |  |  |  |  |  |  |  |
|  |  |  |  |  |  |  |  |  |
|  |  |  |  |  |  |  |  |  |
|  |  |  |  |  |  |  |  |  |

以下は19路盤での布石の例である。
二連星（にれんせい）
隣接する2つの隅の星を占める布石のことを指す。黒白問わずよく打たれている。
三連星（さんれんせい）
二連星の間の辺の星をさらに占めた布石。基本的に実利にとらわれず、中央を目指す碁になる。武宮正樹九段が愛用する布石。
中国流（ちゅうごくりゅう）
隅の星と内側向きの小目に、さらにその間にある星脇（右上を星、右下を小目とすると、右辺の星のひとつずつ右・下に位置するところ）（小目から見て五間ジマリ）に並べられた布石。打ち出したのは日本人だが、大会で中国の若手が一様に使用しこの名前がついたといわれる。お互いの応手により実利・厚みのどちらにも転換することが可能。ただし、戦いになると一本調子になるところがある。加藤正夫などが愛用した。
高中国流
話し言葉の上では「たかいちゅうごくりゅう」と呼ばれ、書き言葉では普通「高中国流」。中国流との違いは辺の石が第三線ではなく、第四線にあることである。そのため実利より戦いを求める布石になる。地に甘いため2000年以降は打たれることが少なくなっている。
ミニ中国流（ミニちゅうごくりゅう）
原型は本因坊道策の時代から打たれている。自分の小目の先にある相手の隅の星に小ゲイマガカリして受けさせたあと、星脇にヒラく。この星脇の石と小目の位置関係が中国流と同じことからこの名前がついた。1990年代から日本・中国・韓国で主に研究され、流行している布石である。

### 中盤
中盤は死活の絡んだ戦いになる。互いに死活がはっきりしていない弱い石を意識しながら打ち進める。攻め、サバキ、シノギの技量が問われる。
中盤は、もっとも作戦が富んだところである。基本的な構想をいくつか挙げると、
- 自分の模様を広げる。模様に手を入れて地模様にする。
- 相手の模様を制限する（模様を「値切る」という）。
- 相手の模様に打ち込んで生きる。
- 自分の弱い石を守る。
- 相手の弱い石を攻撃することで利益を得る（相手の石を取る、相手の石をイジメながら別の石を取ったり、厚みを築いたり、確定地を作ったりする）。
- 自分の石を捨てて（相手に取らせて）別のところで利益を得る（捨て石あるいはフリカワリ）。

などがある。高等戦術の例として、自分の模様に隙を残しておいてあえて打ち込ませ、イジメながら各所で得を図ったり、序盤は地で先攻し（必然的に相手は厚みで対抗する）、相手の模様が完成する直前に打ち込みで荒らす手法などがある。

### 終盤
ヨセは双方共に死活の心配がなくなり、互いの地の境界線を確定させる段階を指す。ただしヨセは必ずしも終盤に起こるものではなく、局面によっては序盤・中盤のように手数が少ない場合でも大ヨセが打たれることがある。互いの地に、およそ20目以下10目以上の差がつくヨセを大ヨセ、およそ10目以下を小ヨセと呼ぶ。
序盤・中盤・終盤には明確な区別はなく、ほとんど序盤のないまま戦いに突入したり、ヨセに入ってからの駆け引きで中盤に逆戻りすることもある。

## 基本戦略
大まかに囲っている地域（これを模様という）と最終的な地との間には大きな違いがあり、ゲームの進行とともに、景色が大きく入れ替わる。相手が囲おうとしているところに石を突入させて（打ち込み）生きてしまえば、そこは自分の地となる。相手が地だと思って囲っている壁の一部を、国境を侵害するように切り取ってしまえば、地はそれだけ減ってしまう。逆に、相手が生きると思っている石を殺してしまえば、そこは自分の地となる。戦いの中で相手の地や石と自分の地や石を奪い合う、フリカワリという戦略もある。最終的に相手の石が生きることができず、かつ境界が破られないような領域が地となる。
一般に、両者が最善を尽くしている状況では、相手の石の生きにくさ（地になりやすさ）と模様の広さ（大きな地になる可能性の大きさ）との間にはトレードオフの関係がある。相手の生きがほぼ見込めない領域のことを確定地と呼び、これを優先する考え方を実利重視という。これに対して、将来の利得を重視する考え方が、厚みである。経営における短期と長期のバランスに似て、この実利と厚みのバランスが囲碁の戦略できわめて困難なポイントである。とりわけ、厚みの形式的表現が極めて困難なことが、コンピュータ囲碁の最大の壁だった。

### 布石
基本的に序盤は隅から打ち進めるのが効率がよいといわれる。これはある一定の地を得るために必要な石数が、中央より辺、辺より隅の方が少なくて済むためであり、その分効率がよいとされるためである。近年のプロの対局では、第一手のほぼすべてが隅から始まっている。第一手を中央に打った対局も存在するが、多くの場合趣向と評される。

### 石の形
囲碁のルールは非常に単純であるが、そこから派生する効率のいいほぼ必然的な着手の仕方、つまり石の形を理解することである程度の棋力を得ることができる。効率のよい形を「好形」、悪い形を「愚形」「凝り形」などと呼ぶ。「空き三角は愚形」「二目の頭見ずハネよ」など、格言になっている石の形は多く存在する。

### 厚み
碁を打つうえで重要な要素として厚みがある。言い換えれば勢力のようなものである。例として三間ヒラキの真ん中に打ち込もうとする場合、ただの三間ヒラキに打ち込むより、ヒラキを成す一方の石が2石の連続した形（中央方向に立っている）である場合のほうが、より打ち込みは無謀と感じるだろう。これは打ち込まれた石を勢力に追い詰めることで、取ることができないにしても相当いじめられることが予想されるからである。これ以外にも有効に石を連続させておくことで大模様を形成できる、盤上で不意に発生したシチョウに対しシチョウあたりの効果を発揮するなど、あらゆる可能性をもっている。

### 石の働き
囲碁はお互いに着手する回数はほぼ同じなため、その中でいかに効率よく局面を進め、最終的により多くの地を獲得するかが重要になる。この石の効率のことを「石の働き」とも言い、効率がいい状態を「石の働きがいい」、効率が悪い状態を「石の働きが悪い」と言う。石の効率は石の形とも密接な関係にあり、愚形や凝り形と呼ばれる形は総じて石の働きが悪い形でもある。
また、石の働きの評価方法に「手割り計算」がある。局所において白黒双方の形が定まった時点で互いの働きのない石（不要な石）を除外していき、どちらの方が除外した数が多いか、または白黒同じ数だけ取り除き、そのときに残った石の働きにより形勢を判断する方法である。手割り計算の概念を最初に編み出したのは本因坊道策とされており、これによって局所戦に終始する旧来の碁の時代が終わり、石の効率を追求するという近代碁の概念が確立された。

## 競技としての囲碁

### 段級位制度
囲碁の力量を数値で表すための段級位制度が存在している。アマチュアとプロで認定の仕組みが異なっており、アマチュアでは日本棋院・関西棋院が認定をしている。
アマチュアは、初心者は30 - 50級から始まり、最高位は八段である。段級位の認定を受ければ、免状を発行してもらうことができる。
プロは初段から始まり、最高位は九段である。プロ棋士同士の対局の成績によって昇段が行われる。

### 囲碁の大会
日本では室町時代末期から棋士による大会が行われていた。20世紀に入り日本棋院が設立されると、新聞社の協賛により多くの大会が開催されるようになった。また、戦後からは韓国・中国を中心として世界規模の大会も開催されるようになった。

### プロ組織
日本、中国、韓国、台湾に囲碁のプロ組織がある。
日本では1612年に江戸幕府の下御城碁が始まり、家元四家制が成立し、棋士の収入と身分が保証されたが、明治維新の際にその制度は崩壊した。以後、各派が分かれて活動したが、1924年に各派がまとまって日本棋院を設立した。日本棋院は各種棋戦実施・免状発行のほか、書籍・用品の販売などを行って収入を得て、プロに賞金を与えるとともに、職員を雇用する。韓国では1945年に韓国棋院の前身となる漢城棋院が、中国では1962年に中国囲棋協会が設立され、のちにそれぞれプロ制度が確立した。財政的には各種棋戦のスポンサーとして新聞社が大きな役割を占める。

#### 現在の日本のトップ棋士
| 現在の七大タイトル保持者 | 現在の七大タイトル保持者 | 現在の七大タイトル保持者 | 現在の七大タイトル保持者 | 現在の七大タイトル保持者 | 現在の七大タイトル保持者 |
| ------------------------ | ------------------------ | ------------------------ | ------------------------ | ------------------------ | ------------------------ |
| 棋聖                     | 一力遼（28）             | 4連覇                    | 王座                     | 井山裕太（36）           | 4連覇                    |
| 名人                     | 一力遼（28）             |                          | 天元                     | 一力遼（28）             | 2連覇                    |
| 本因坊                   | 一力遼（28）             | 2連覇                    | 碁聖                     | 井山裕太（36）           | 4連覇                    |
| 2025年十段戦手合終了時   | 2025年十段戦手合終了時   | 2025年十段戦手合終了時   | 十段                     | 芝野虎丸（25）           | -                        |

## 競技人口の概要
人工知能AlphaGoの対局では世界で約6000万人が観戦した。世界競技人口は国際囲碁連盟によると2016年時点で1800万人（うちアジアが1700万人）、ルールを知っているのは4650万人とされる。中国では2023年時点で国内の囲碁人口は6000万人超、段級位者は約1500万人とされる。
日本国内では、アマチュア囲碁強豪の菊池康郎は1980年の著書『囲碁に強くなる本』において「日本の囲碁人口は1000万人と言われ、中高生のクラブ活動では囲碁がもっとも人気がある」「21世紀に入って、もっとも脚光を浴びる大衆娯楽の一つに、囲碁があげられている」と記している。1999年ごろには漫画『ヒカルの碁』の影響で、若年層に囲碁ブームが生まれた。しかし、1980年代を境に長期減少傾向にある。
日本で1年に1回以上囲碁の対局を行う、いわゆる「囲碁人口」は、『レジャー白書』（財団法人日本生産性本部）によると以下の通り。
- 1976年 770万人（調査開始）[27]
- 1982年 1130万人（ピーク）[27]
- 1985年 700万人[27]
- 1990年 570万人[27]
- 1995年 490万人[27]
- 2000年 460万人[27]
- 2002年 480万人（ヒカルの碁ブーム）[27]
- 2005年 450万人[27]
- 2008年 250万人（訪問留置法による調査の最後の年）[27]
- 2009年 640万人（ネット調査開始）[27]
- 2010年 610万人[28]
- 2015年 250万人[27]
- 2020年 180万人[29][30]

## 囲碁と数学
囲碁の特徴として、盤面が広く、また着手可能な手が非常に多いため、出現しうる局面の総数やゲーム木のサイズがほかの二人零和有限確定完全情報ゲームに比べてもきわめて大きくなることが挙げられる。また、そのルールの単純性と複雑なゲーム性から、コンピュータの研究者たちの格好の研究材料となってきた。

### 合法な局面の総数
19路盤の着点の総数は 192 = 361目 であり、ここに黒石、白石、空点をランダムに配置したとき、その組合せの総数は3361、およそ1.7×10172（173桁）となる。この中には着手禁止点に石があるなどの非合法な盤面が含まれるため、この値より囲碁の合法な局面数は小さくなる。合法な局面の総数の正確な値は2016年に求められ、約2.1×10170（171桁）であることが明らかにされた。正確な値は下記のとおりである。
これは将棋の1068 - 1069、チェスの1050、シャンチー（象棋）の1048、オセロの1028、チェッカーの1020などと比べても非常に大きい。
ほかの大きさの碁盤の総局面数も算出されており、13路盤では約3.7×1079、9路盤では約1.0×1038である。

### ゲーム木のサイズ
ゲーム木の複雑性は、将棋で10226、チェスで10123、シャンチーで10150と見積もられるのに対し、囲碁では10400と見積もられている。

### 小路盤の解析
コンピュータによる探索を利用して19路盤より小さな碁盤における最善手順の研究もなされている。結果は持碁（2路盤）、黒勝ち（3路盤）、持碁（4路盤）、黒勝ち（5路盤）となることが2003年までに解明されている。5路盤のときは初手天元で黒25目勝ちとなる。5路盤の解析は『週刊碁』の連載（1993–1994）で趙治勲（名誉名人・二十五世本因坊）によって既に行われていたが、初手が隅から始まる場合の手順に見落としのあったことが判明した。6路盤や7路盤は黒勝ちと予想されている。

### コンピュータ囲碁
チェスの世界では、1996年のガルリ・カスパロフとの対局で、初めて単一のゲームで世界チャンピオンにコンピュータが勝利した。また、1997年にはオセロの世界チャンピオンであった村上健がコンピュータとの6番勝負で6戦全敗し、2006年にはシャンチーのプログラムが大師との対局に勝利、2012年には引退した将棋棋士の米長邦雄がコンピュータに敗れた。こうしたほかのゲームにおけるコンピュータの躍進と比較すると、コンピュータ囲碁の棋力は伸び悩み、2000年代前半においてもアマチュアの有段者に及ばない程度の棋力であった。
コンピュータ囲碁がほかのゲームに比較して進歩が緩やかだったのは、前述の囲碁の総局面数の多さやゲーム木の複雑性も影響しているが、それだけではない。将棋やチェス、シャンチーより局面数の少ない9路盤においても、2005年まではコンピュータはアマチュア初段の域を出ることができていなかった。初めてコンピュータが9路盤でプロに公の舞台で勝ったのは2008年のエキシビジョンマッチでのMoGo対タラヌ・カタリン戦（1勝2敗）であるが、プロ側が9路盤の対策を練った2012年の電気通信大のイベント、2014年の第1回囲碁電王戦ではいずれもコンピュータ側が全敗した。
こうしたコンピュータ囲碁の進歩の難しさの一因に、囲碁において評価関数を作るのが非常に難しい点が挙げられる。将棋やチェスでは駒の損得や局面の状態に応じた評価関数が作りやすく、オセロにおいても隅や辺の重要な部分のパターンで評価関数が作成されてきた。しかし囲碁にはそうした評価方法が存在せず、すべての石の価値が平等であり、オセロの隅のように大きな重みをもつ箇所も存在しない。「形のよさ」「厚み」「味のよさ」「石の軽さ」などが複雑に絡み合っており、評価関数を設定することで強いコンピュータを作るのは非常に困難であった。
2006年、レミ・クーロンがモンテカルロ法を応用して作成したCrazy Stoneがひとつの転機となる。クーロンはこれを「モンテカルロ木探索」と名付けた。従来の評価関数を作成して着手を選択させる手法とは異なり、モンテカルロ木探索ではコンピュータにランダムな着手を繰り返させて多数の対局を行わさせ、さらにその中で有望な展開に多くの探索を繰り返させ、もっとも勝率が高くなる着手を決定させる。従来の手法よりモンテカルロ木探索は囲碁に適合し、ほかのプログラムもこぞってこれを採用した。
コンピュータ囲碁の棋力は2006年から1年に1-2子ほどの速さで向上し、2012年ごろにはアマ六・七段程度の棋力にまで達したが、そこからは棋力の伸びが停滞した。2015年の段階でも、コンピュータがプロに勝つにはまだ10年以上かかるとクーロンや他の関係者は語っていた。

ところが、2016年にモンテカルロ木探索にディープラーニングとニューラルネットワークの技術を組み合わせたAlphaGoをGoogle DeepMind社が発表した。AlphaGoは数千万の棋譜による学習ののち、数百万の自己対戦を繰り返し強化された。ヨーロッパのプロ棋士である樊麾に2015年10月に勝利していたことが公表され、2016年3月に行われた韓国のトップ棋士である李世乭との五番勝負も4勝1敗で制した。2017年には中国のトップ棋士である柯潔とも三番勝負を行い、3連勝して人間との戦いから引退した。
AlphaGoの登場は、コンピュータがプロを上回るのはまだまだ先だろうと考えていた囲碁界に大きな衝撃を与えた。AlphaGoの技術を使用した囲碁AIはプロ棋士を凌駕する棋力を有するようになり、AlphaGoをはじめとする囲碁AIのさまざまな手法は従来の定石や布石に大きな影響を与え、新たな布石や定石の流行を生むようになった。形勢判断も従来の目算から数値による表現に変わりつつある。

## 文化における囲碁

### 囲碁の別称とその意味
囲碁にはさまざまな別称・雅称があるが、中には中国の故事に由来するものも多い。
そのような故事由来の異称の代表である爛柯（らんか）は中国の神話・伝説を記した『述異記』の次のような話に由来する。晋の時代、木こりの王質が信安郡の石室山に入ったところ童子たちが碁を打っているのを見つけた。碁を眺めていた王質は童子からナツメをもらい、飢えを感じることはなかった。しばらくして童子から言われて斧を見ると、その柄（柯）が朽（爛）ちていることに気付いた。王質が山を下り村に帰ると知っている人は誰一人いなくなっていた。
この爛柯の故事は、囲碁に没入したときの時間感覚の喪失を、斧の柄が腐るという非日常な事象で象徴的に表している。また山中の童子などの神仙に通じる存在から、こうした時間を忘れての没入を神秘的なものとしてとらえていることもうかがえる。この例と同様に、碁を打つことを神秘的にとらえた異称として坐隠（ざいん）がある。これは碁にのめりこむさまを座る隠者に通じるとしたもので、手談（しゅだん）と同じく『世説新語』の「巧芸」に囲碁の別称として記されている。手談は字の通り、互いに碁を打つことを話をすることと結びつけたものである。
囲碁の用具に着目した異称として烏鷺（うろ）がある。碁石の黒白をカラス（烏）とサギ（鷺）にたとえている。方円（ほうえん）は碁石と碁盤の形からつけられたもので、本来は天円地方で古代中国の世界観を示していた。のちに円形の碁石と正方形の碁盤から囲碁の別称となった。「烏鷺の争い」とも言う。
『太平広記』巻四十「巴邛人」の話も別称の由来となっている。巴邛に住むある男が橘の庭園を持っていたが、あるとき霜が降りたあとで橘の実を収穫した。しかし3、4斗も入りそうな甕のように大きな実が2つ残り、それらを摘んで割ってみると、中には老人が2人ずつ入っていた。この老人たちは橘の実の中で碁を打っていた。この話から囲碁は橘中の楽（きっちゅうのらく、―たのしみ）とも呼ばれる。ただし、原文では老人が遊んでいたのは碁ではなく「象戯」（シャンチー）である。
碁盤には、「天元→北極星」、「星→星」、「19路×19路＝361 → 1年365日」、「四隅→春夏秋冬」など、自然界・宇宙を抽象的に意味づけているとの主張もあるが、361日と365日は10年で40日（1か月以上）も差があり、こじつけという見方もある。
他にも棋、棊、弈、弈棋、間接的な異称では、白黒、手談、斧の柄、忘憂、坐隠などの別称がある。

### 囲碁に由来する慣用表現
傍目八目・岡目八目（おかめ はちもく）
そばで見ていると冷静だから対局者の見落としている手も見え、八目ぐらい見通せる意から、当事者よりも第三者の方がかえって物事の真実や得失がよく分かる例え。
一目置く（いちもく おく）
棋力に明らかに差のある者どうしが対局する場合、弱い方が先に石を置いてから始めることから、相手を自分より優れていると見なして敬意を表すること。その強調形の『一目も二目も置く』が使われることもある。
なお、ハンデ付で対局する「置き碁」については、2目以上を置く場合をそのように呼ぶことが多く、1目を置く（黒で先手し、コミを出さずに対局する）場合については、一般に「先（せん）」という呼び方が用いられる。
ダメ（だめ）
自分の地にも相手の地にもならない目のこと。転じて役に立たないこと、上手くいかないこと、してはいけないこと。また、そのさま。
駄目押し（だめおし）
終局後、計算しやすいように駄目に石を置いてふさぐこと。転じて、念を入れて確かめること。また、既に勝利を得るだけの点を取っていながら、さらに追加点を入れることにもいう。
実際の囲碁用語としては「駄目詰め」の方が多用される。
八百長（やおちょう）
江戸時代末期、八百屋の長兵衛、通称八百長なる人物が、よく相撲の親方と碁を打ち、相手に勝てる腕前がありながら、常に一勝一敗になるように細工してご機嫌を取ったとことに由来する。長兵衛が行っていたのはいわゆる「接待碁」であるが、後に相撲その他の競技において、あらかじめ対戦者と示し合わせておき、表面上真剣に勝負しているかのように見せかけることを指すようになった。
碁に凝ると親の死目に逢わぬ（ご に こると おやの しにめ に あわぬ）
碁は熱中しやすく親の死目にも逢えない程である。
碁に負けたら将棋に勝て（ご に まけたら しょうぎ に かて）
一方で負けても別の場所で巻き返せという慣用表現。
布石（ふせき）
序盤、戦いが起こるまでの石の配置。転じて、将来のためにあらかじめ用意しておくこと。また、その用意。
定石（じょうせき）
布石の段階で双方が最善手を打つことでできる決まった石の配置。転じて、物事に対するお決まりのやり方。
捨て石、捨石（すていし）
対局の中で、助けても価値の低い石や助けることの難しい石をあえて相手に取らせること。転じて、一部分をあえて犠牲にすることで全体としての利益を得ること。
死活（しかつ）、死活問題（しかつもんだい）
石の生き死にのこと。また、それを詰碁の問題にしたもの。転じて、商売などで、生きるか死ぬかという問題ごとにも用いられる。
大局観（たいきょくかん）
的確な形勢判断を行う能力・感覚のこと。転じて、物事の全体像（俯瞰像）をつかむ能力のこと。
目算（もくさん）
自分と相手の地を数えて形勢判断すること。転じて、目論見や見込み、計画（を立てること）を指す。

### 囲碁を扱った作品

#### 文芸
- 『源氏物語』「空蝉」「竹河」「手習」「宿木」
- 『枕草子』「心ゆかしきもの」「遊びわざは…」「碁をやむごとなき人の打つとて…」
- 『偐紫田舎源氏』第四編。村荻と空衣の対局を足利次郎光氏が覗き見する。
- 川端康成『名人』
- 斎藤栄『黒水晶物語』『黒白の奇蹟』
- 竹本健治『囲碁殺人事件』他
- 内田康夫『本因坊殺人事件』
- 水原秀策『黒と白の殺意』
- 遠田潤子『月桃夜』
- 冲方丁『天地明察』
- 宮内悠介『盤上の夜』（短編集、短編「盤上の夜」「原爆の局」を収録）
- トレヴェニアン『シブミ』
- シャン・サ『碁を打つ女』
- ノ・スンイル『オールイン』
- 百田尚樹『幻庵』

#### 映画
- 『未完の対局』佐藤純彌監督（南里征典による同名ノベライゼーションもある）
- 『π』ダーレン・アロノフスキー監督
- 『ビューティフル・マインド』ロン・ハワード監督
- 『呉清源〜極みの棋譜〜』田壮壮監督
- 『鬼手（キシュ）』リ・ゴン監督
- 『勝負』
- 『碁盤斬り』(2024年)

#### 文楽・歌舞伎
- 祇園祭礼信仰記、金閣寺の段 - “国崩し”松永大膳と此下東吉との対局から碁笥を利用した決定的な場面につながる。この話は囲碁用語を解さないとストーリーが理解できない。

#### 漫画
- 山松ゆうきち『天元坊』
- 島本和彦『逆襲棋士瞳』
- 倉多江美『お父さんは急がない』『続・お父さんは急がない』
- ほったゆみ（原作）・小畑健（画）『ヒカルの碁』
- 岡野玲子『陰陽師』
- 諸星大二郎『碁娘伝』
- 川原泉『かぼちゃ計画』
- 竹本健治『入神』
- 赤塚不二夫『ニャロメのおかしなおかしな囲碁格言』
- モリエサトシ『星空のカラス』
- 宇城はやひろ『みことの一手！』
- 高木ユーナ『群舞のペア碁』

#### 落語
- 笠碁
- 碁泥

#### その他
- アタリ - アメリカ合衆国のゲーム会社。創業者のノーラン・ブッシュネルが囲碁好きで、囲碁用語から社名を取ったというエピソードは有名。詳細はアタリを参照。このあとに子会社として「テンゲン」、ノーランが次に作った会社に「センテ」（ノーラン・ブッシュネル参照）があった。
- 1988年より、市名が囲碁を想起させる青森県黒石市（白石黒石囲碁交流を促進する会）と宮城県白石市（白石黒石囲碁親交会）との間で親善囲碁将棋交流大会が毎年開催されている。
- 1968年にイギリス・トランスアトランティック・レコードから発売されたジョン・レンボーンとバート・ヤンシュのLP『ジョン・アンド・バート』のカバーには、両人が囲碁にうち興じる写真が使われている。
- デンソーのQRコードは、囲碁からヒントを得て開発された。